# Марк Раффало
Марк Алан Раффало (англ. Mark Alan Ruffalo; нар. 22 листопада 1967, Кеноша, Вісконсин, США) — американський актор італійського походження.
Дворазовий лауреат премії «Еммі» (2014 та 2020; усього три номінації) та «Золотий глобус» (2021; усього шість номінацій); номінант на інші престижні премії, серед яких: «Оскар» (чотири) та БАФТА (три).

## Біографія
Народився 22 листопада 1967 року у Кеноша (Вісконсин).
Батько  — художник, мати — перукар. Крім Марка в сім'ї було ще троє дітей.
Дитинство пройшло у Вісконсині, а пізніше — в Сан-Дієго.
Закінчивши школу, вчився в Консерваторії Стелли Адлер в Лос-Анджелесі. Дев'ять років пропрацював у театрі. Популярність прийшла до нього в 2000 р. після ролі у фільмі «Можеш розраховувати на мене». У 2002 році готувався до зйомок у фільмі «Знаки», коли у нього була діагностована доброякісна пухлина головного мозку. Операція була успішною, хоча після неї деякий час у актора було паралізоване обличчя. На сьогодні, незважаючи на те, що після операції він перестав чути лівим вухом, успішно знявся в фільмах: «Співучасник» та «Вічне сяйво чистого розуму».
У 2011 році був номінований на премію «Оскар» за Найкращу чоловічу роль другого плану в картині «Дітки в порядку».

## Особисте життя
з 2000 року одружений з акторкою Санрайз Койне (англ. Sunrise Coigney), у них троє дітей.

## Підтримка України
У 2022 році, під час повномасштабного російського вторгнення в Україну та після Бучанської різанини, назвав путіна військовим злочинцем.
У жовтні цього ж року написав у Твіттері, щоб всі території України були звільнені від російської агресії. Після скандальних постів Ілона Маска він відповів йому: «Ілон повинен був краще виконати домашнє завдання. Він помилився абсолютно в кожному пункті, включно з припущенням, що ООН спостерігатиме за незаконним референдумом, що суперечить самому статусу ООН. Ілоне — ти можеш краще».

## Фільмографія

### Актор
| Рік  |    | Українська назва                    | Оригінальна назва                         | Роль                               |
| ---- | -- | ----------------------------------- | ----------------------------------------- | ---------------------------------- |
| 1989 | с  | Літній театр                        | CBS Summer Playhouse                      | Майкл Данн                         |
| 1992 | ф  | Груба торгівля                      | Rough Trade                               | Генк                               |
| 1993 | ф  | Пісня для тебе                      | A Song for You                            | Гас Девісон                        |
| 1994 | ф  | Дзеркало, дзеркало 2: Танець ворона | Mirror, Mirror 2: Raven Dance             | Крістіан                           |
| 1994 | ф  | А ось і моя крихітка                | There Goes My Baby                        | Джей Ді                            |
| 1994 | с  | Строго на південь                   | Due South                                 | Вінні Веббер                       |
| 1995 | ф  | Подарунок небес                     | A Gift from Heaven                        |                                    |
| 1995 | ф  | Дзеркало 3: Підглядаючий            | Mirror, Mirror III: The Voyeur            | Джой                               |
| 1996 | ф  | Доля Марті Файна                    | The Destiny of Marty Fine                 | Бретт                              |
| 1996 | ф  | Дантист                             | The Dentist                               | Стів Ландерс                       |
| 1996 | ф  | Брудні гроші                        | Blood Money                               | адвокат                            |
| 1996 | ф  |                                     | The Last Big Thing                        | Брент Бенедикт                     |
| 1997 | ф  | На другий день різдва               | On the 2nd Day of Christmas               | Брет                               |
| 1998 | ф  | Ведмежатники                        | Safe Men                                  | Френк                              |
| 1998 | ф  | Студія 54                           | 54                                        | Рікко                              |
| 1998 | ф  | Гудіні                              | Houdini                                   | Тео                                |
| 1999 | ф  |                                     | How Does Anyone Get Old?                  | Джонні                             |
| 1999 | ф  | Риба у ванні                        | A Fish in the Bathtub                     | Джоел                              |
| 1999 | ф  | Гонитва з дияволом                  | Ride with the Devil                       | Альф Боуден                        |
| 2000 | ф  | Можеш розраховувати на мене         | You Can Count on Me                       | Террі Прескотт                     |
| 2000 | ф  | Шалено вірна дружина                | Committed                                 | Ті-Бо                              |
| 2000 | с  | Удар                                | The Beat                                  | Зейн Марінеллі                     |
| 2001 | ф  | Апартаменти 12                      | Life/Drawing                              | Алекс                              |
| 2001 | ф  | Останній замок                      | The Last Castle                           | Йейтс                              |
| 2002 | ф  | Логіка зради                        | XX/XY                                     | Коулс                              |
| 2002 | ф  | Ті, що говорять із вітром           | Windtalkers                               | рядовий Паппас                     |
| 2003 | ф  | Моє життя без мене                  | My Life Without Me                        | Лі                                 |
| 2003 | ф  | Вигляд зверху кращий                | View from the Top                         | Тед Стюарт                         |
| 2003 | ф  | Темна сторона пристрасті            | In the Cut                                | детектив Джованні Маллой           |
| 2004 | ф  | Ми тут більше не живемо             | We Don't Live Here Anymore                | Джек Лінден                        |
| 2004 | ф  | Вічне сяйво чистого розуму          | Eternal Sunshine of the Spotless Mind     | Стен                               |
| 2004 | ф  | Із 13 в 30                          | 13 Going on 30                            | Метт Флемгефф                      |
| 2004 | ф  | Співучасник                         | Collateral                                | Фаннінг                            |
| 2004 | кф | Із 13 в 30: Ляпи                    | 13 Going on 30: Bloopers                  | Метт Флемгефф                      |
| 2005 | ф  | Між небом і землею                  | Just Like Heaven                          | Девід Ебботт                       |
| 2005 | ф  | Ходять чутки                        | Rumor Has It...                           | Джефф Дейлі                        |
| 2006 | ф  | Все королівське військо             | All the King's Men                        | Адам Стентон                       |
| 2007 | ф  | Чиказька десятка                    | Chicago 10                                | Джеррі Рубін                       |
| 2007 | ф  | Зодіак                              | Zodiac                                    | інспектор Девід Тоші               |
| 2007 | ф  | Заборонена дорога                   | Reservation Road                          | Двайт Арно                         |
| 2008 | ф  | Сліпота                             | Blindness                                 | доктор                             |
| 2008 | ф  | Брати Блум                          | The Brothers Bloom                        | Стівен                             |
| 2008 | ф  | Що тебе не вбиває                   | What Doesn't Kill You                     | Браян Рейлі                        |
| 2009 | ф  | Там, де живуть чудовиська           | Where the Wild Things Are                 | Бойфренд                           |
| 2010 | ф  | Співчуття до прекрасного            | Sympathy for Delicious                    | Отець Джо                          |
| 2010 | ф  | Дітки в порядку                     | The Kids Are All Right                    | Пол                                |
| 2010 | ф  | Острів проклятих                    | Shutter Island                            | Маршал Чак Оул / доктор Лестер Шин |
| 2010 | ф  | Божевільне побачення                | Date Night                                | Бред Салліван                      |
| 2011 | ф  | Маргарет                            | Margaret                                  | Маретті                            |
| 2012 | ф  | Месники                             | The Avengers                              | Брюс Беннер / Халк                 |
| 2012 | ф  | Дякую за обмін                      | Thanks for Sharing                        | Adam                               |
| 2013 | ф  | Залізна людина 3                    | Iron Man 3                                | Брюс Беннер                        |
| 2013 | ф  | Ілюзія обману                       | Now You See Me                            | Ділан Гоббс                        |
| 2013 | ф  | Почати знову                        | Begin Again                               | Ден Малліган                       |
| 2014 | ф  | Нескінченно білий ведмідь           | Infinitely Polar Bear                     | Кам Стюатр                         |
| 2014 | ф  | Мисливець на лисиць                 | Foxcatcher                                | Дейв Шульц                         |
| 2014 | тф | Звичайне серце                      | The Normal Heart                          | Нед Вікс                           |
| 2015 | ф  | Месники: Ера Альтрона               | The Avengers: Age of Ultron               | Брюс Беннер / Халк                 |
| 2015 | ф  | У центрі уваги                      | Spotlight                                 | Майкл Резендес                     |
| 2016 | ф  | Ілюзія обману: Другий акт           | Now You See Me 2                          | Ділан Родес                        |
| 2017 | ф  | Тор 3: Раґнарок                     | Thor: Ragnarok                            | Брюс Беннер / Халк                 |
| 2018 | ф  | Месники: Війна нескінченності       | Avengers: Infinity War                    | Брюс Беннер / Халк                 |
| 2019 | ф  | Капітан Марвел                      | Captain Marvel                            | Брюс Беннер / Халк (камео)         |
| 2019 | ф  | Месники: Завершення                 | Avengers: Endgame                         | Брюс Беннер / Халк                 |
| 2019 | ф  | Темні води                          | Dark Waters                               | Роберт Білотт                      |
| 2020 | с  | Я знаю, що це правда                | I Know This Much Is True                  | Домінік Бердсі / Томаса Бердсі     |
| 2021 | с  | Що як…?                             | What If...?                               | Брюс Беннер / Халк                 |
| 2021 | ф  | Шан-Чі та Легенда Десяти Кілець     | Shang-Chi and the Legend of the Ten Rings | Брюс Беннер                        |
| 2022 | ф  | Проєкт Адам                         | The Adam Project                          | батько Адама                       |
| 2022 | с  | Вона-Галк                           | She-Hulk                                  | Брюс Беннер / Халк                 |
| 2023 | ф  | Бідолашні створіння                 | Poor Things                               | Дункан Веддерберн                  |
| 2023 | с  | Все те незриме світло               | All the Light We Cannot See               | Даніель Леблан                     |
| 2025 | ф  | Ілюзія обману 3                     | Now You See Me 3                          | Ділан Родес                        |
| 2025 | ф  | Міккі-17                            | Mickey 17                                 | Єронімус Маршалл                   |
| 2026 | ф  | Злочин 101                          | Crime 101                                 | Лу Лубєснік                        |
| 2026 | ф  | Людина-павук: Абсолютно новий день  | Spider-Man: Brand New Day                 | Брюс Беннер / Халк                 |

### Режисер, сценарист, продюсер
| Рік  |   | Українська назва          | Оригінальна назва          | Роль                    |
| ---- | - | ------------------------- | -------------------------- | ----------------------- |
| 1996 | ф | Доля Марті Файна          | The Destiny of Marty Fine  | сценарист               |
| 2004 | ф | Ми тут більше не живемо   | We Don't Live Here Anymore | виконавчий продюсер     |
| 2010 | ф | Співчуття до прекрасного  | Sympathy for Delicious     | режисер, продюсер       |
| 2014 | ф | Нескінченно білий ведмідь | Infinitely Polar Bear      | виконавчий продюсер     |
| 2014 | ф | Звичайне серце            | The Normal Heart           | співвиконавчий продюсер |
| 2019 | ф | Темні води                | Dark Waters                | співвиконавчий продюсер |